# Racconti dell'età dell'oro
Racconti dell'età dell'oro (Amintiri din Epoca de Aur) è un film del 2009 diretto da Hanno Höfer, Razvan Marculescu, Cristian Mungiu, Constantin Popescu, Ioana Uricaru. È un film commedia rumeno a episodi, composto da sei brevi racconti non convenzionali, ciascuno riguardante una leggenda metropolitana raccontata dal punto di vista della gente comune. Il titolo del film si riferisce agli ultimi 15 anni del regime di Ceaușescu, definiti dalla propaganda comunista "età dell'oro".

## Trama

### La leggenda della visita ufficiale
Nella Romania degli anni ottanta, in occasione di una visita di lavoro di Ceaușescu, la cui colonna presidenziale dovrebbe passare per la via principale di un villaggio rurale, fervono i preparativi per abbellire la location e incontrare i parametri di propaganda; i lavori vedono impegnati un po' tutti gli abitanti del paesino, coordinati dal giovane e brillante segretario comunale che sostituisce in tutto e per tutto il paranoico e ipocondriaco sindaco del comune. Poiché il primo cittadino è spesso assente per i suoi motivi di salute, è al segretario comunale che viene annunciata l'ispezione di un burbero e imprevedibile attivista di partito chiamato Sandu e di un suo giovane collaboratore. I due arriveranno nel pomeriggio per accertarsi che il presidente rumeno e la sua autocolonna possano transitare senza problemi.
Il segretario comunale, il sindaco del paesino, i poliziotti e cittadini tutti sono costretti ad osservare gli ordini più strani e stravaganti che vengono loro impartiti dai due attivisti del partito.
La completa sottomissione di tutti e l'eccessiva allegria di Sandu dovuta ai vari bicchieri di vino consumati a cena fanno finire l'episodio in maniera ridicola e grottesca, per non dire allucinante; con tutti i protagonisti che rimangono intrappolati, "prigionieri" di una giostra, mentre si appresta a passare il corteo presidenziale.

### La leggenda del fotografo ufficiale
Una foto che immortala l'incontro tra il presidente francese Valéry Giscard d'Estaing e Nicolae Ceaușescu crea scompiglio tra i fotografi ufficiali, i redattori, l'editore, il direttore, i giornalisti del quotidiano di partito Scînteia: Nell'immagine che deve essere messa in prima pagina poiché scattata all'aeroporto, il presidente rumeno appare nell'atto di essersi tolto il cappello al cospetto di D'Estaing. Per evitare di far passare questa immagine come un segno di sottomissione del regime comunista al capitalismo francese quindi come un segno propagandistico imbarazzante, si decide di ritoccare la foto che verrà pubblicata ben in vista.
Però l'eccessivo zelo del fotografo ufficiale, unito alla continua pressione esercitata dagli organi della propaganda del partito ed alla eccessiva tempestività della redazione (vogliono la foto pronta in mezz'ora) portano la macchina della propaganda a commettere un clamoroso, anacronistico, ridicolo e imperdonabile errore. Risultato: al fine di limitare i danni, per la prima ed unica volta nella storia del paese, vengono bloccate le rotative del giornale.

### La leggenda dell'attivista zelante
Dalla relazione esitata dagli organi di partito in un meeting provinciale, risulta che quella data provincia della Romania, benché ha dato i natali a validi artisti e letterati, oggi si trova a "vantare" il triste primato di essere la provincia rumena con il più alto tasso di analfabetismo del paese (specialmente analfabetismo di gente adulta), Quindi il partito decide di mandare un giovane attivista di partito, il compagno Curelea, al fine di correre ai ripari e correggere quell'infausta tendenza. L'uomo, piuttosto volitivo e galvanizzato dall'incarico, è deciso a portare a casa dei risultati.
Dopo aver raggiunto a piedi il villaggio, non senza impedimenti (l'autista del mezzo che lo stava accompagnando non ha potuto proseguire poiché la pioggia ha devastato la strada), non vuole essere alloggiato nel salone comunale e si sistema in una angusta stanzetta, poiché non vuole favoritismi nei suoi confronti.. L'attivista riesce a piegare ai suoi ordini tutte le autorità del villaggio, dal sindaco alla polizia, ma lo stesso non riesce a fare con la gente comune che si mostra restia a ritornare a scuola a quell'età; in particolare un rude pastore che, persa la pazienza, per poco non lo toglie di mezzo a colpi di bastone. Alla fine, il compagno Curelea, deve arrendersi e va via mestamente dal villaggio a bordo di un carretto e con un braccio ingessato.

### La leggenda del poliziotto avido
Un poliziotto riceve dal fratello un maiale vivo come regalo di Natale ma non vuole assolutamente rendere partecipi i suoi vicini di casa del lauto dono ricevuto. Non sapendo come fare per macellarlo in casa senza essere visto e sentito, scartati i suggerimenti piuttosto maldestri dei suoi familiari (la moglie gli avrebbe suggerito di strangolare il maiale ed il fratello addirittura di sparargli con la pistola d'ordinanza). decide di seguire un innocente ma sensato consiglio dato dal figlio (in realtà il bambino aveva ascoltato questa cosa a scuola dai compagnetti).
Il sistema di macellazione domestica scelto è senza precedenti, molto facile da realizzare, consente di passare inosservato e soprattutto non è per niente dispendioso; consiste nel fare entrare il maiale in cucina e, dopo avere chiuso ermeticamente la porta, aprire due bombole del gas in modo da uccidere l'animale senza lasciare traccia o rumore. Il problema è che il poliziotto, la moglie e pure il bambino, non fanno bene i calcoli del caso; quindi il trucco non solo non riesce a nascondere il poliziotto dall'attenzione dei vicini, per poco non salta in aria tutto il condominio.

### La leggenda dei venditori d'aria
Due ragazzi escogitano un piano per arrotondare i loro guadagni e potersi comprare la macchina: ma più che di un secondo lavoro si tratta proprio di un piano truffaldino di raggiro. Loro bussano alle porte dei blocchi condominiali alla periferia della città spacciandosi per emissari di un ministero e chiedono agli abitanti di consegnare delle bottiglie di acqua per essere esaminata dai periti al fine di scoprire eventuali fonti di inquinamento; a fine giornata rivenderanno i vuoti per incassare il ricavato. Lo stratagemma comincia a rivolgersi contro loro stessi quando, al fine di essere facilitati logisticamente e cronologicamente, chiedono agli abitanti non più dei campioni d'acqua ma dei campioni d'aria, in pratica delle bottiglie vuote. Bottiglie che costeranno un prezzo salatissimo, almeno all'ideatore della truffa, cioè al ragazzo, il quale verrà beccato dai poliziotti; la ragazza invece riesce a farla franca.

### La leggenda del trasportatore di pollame
Un camionista esegue quotidianamente, e acriticamente, l'ordine di trasportare pollame per centinaia di chilometri arrivando a destinazione (Costanza) prima che faccia buio. Di solito usa fare una sosta presso una trattoria per camionisti gestita da una bella ragazza di cui s'invaghisce anche se è un uomo sposato. La donna subdolamente approfitta di questo ascendente per convincerlo ad aprire il camion pur non avendolo fatto mai prima (non è tenuto a farlo per nessun motivo); i due scoprono una quantità di uova molto superiore al numero di galline. Perché allora non vendere la quantità di uova in più? L'uomo, consigliato dalla ragazza che furbescamente prima getta la pietra e poi nasconde la mano, decide così di tenere parte del carico per sé e vendere le uova in più; il tutto senza badare alle conseguenze che saranno pesanti poiché l'uomo viene scoperto e arrestato. Mentre si trova in cella, il poliziotto di guardia gli annuncia che c'è una visita per lui. L'uomo crede che sia la donna della trattoria ma non è così; è invece sua moglie, che lui ha sempre trascurato, che gli rende visita.

## Distribuzione
Il film è stato presentato al Festival di Cannes 2009 nella sezione Un Certain Regard in una versione composta da cinque episodi.
In Romania è stato distribuito nelle sale diviso in due parti: la prima (con quattro episodi) il 25 settembre 2009 e la seconda il 23 ottobre (due episodi)
Nella versione italiana, distribuita nelle sale il 18 settembre 2009, sono presenti solo quattro dei sei episodi.